# 사우스스프링스
사우스스프링스는 사우스스프링스 퍼블릭 골프클럽을 운영하는 대한민국의 기업으로, 보광그룹 계열사였으나, 보광그룹의 유동성 위기 극복을 위해 2016년 2월 BGF리테일이 인수했다. 이후 동년 5월 퍼블릭 골프장으로 전환했고, 동년 7월 ㈜사우스스프링스로 법인명과 골프장명을 변경하였다. BGF리테일 인수 이전 보광그룹 계열사 당시에는 골프장명이 휘닉스스프링스, 법인명은 ㈜보광이천이었으며, 멤버십 골프클럽이었다.